# Drosophila ramamensis
Drosophila ramamensis är en tvåvingeart som beskrevs av Dwivedi 1979. Drosophila ramamensis ingår i släktet Drosophila och familjen daggflugor.
Artens utbredningsområde är Indien.